# Montrevault-sur-Èvre
Pour les articles homonymes, voir Montrevault et Èvre.
Montrevault-sur-Èvre [mɔ̃tʁəvo syʁ ɛvʁ]  est une commune française située dans le département de Maine-et-Loire, en région Pays de la Loire, créée le 15 décembre 2015. Elle est issue de la fusion des communes de Montrevault Communauté.

## Géographie

### Localisation
Le chef-lieu de la commune nouvelle, Montrevault, se situe au sud-ouest du département de Maine-et-Loire.
| Orée d'Anjou                                      | Mauges-sur-Loire     | Mauges-sur-Loire    |
| Orée d'Anjou                                      | Montrevault-sur-Èvre | Chemillé-en-Anjou   |
| La Boissière-du-Doré La Remaudière La Regrippière | Beaupréau-en-Mauges  | Beaupréau-en-Mauges |

### Climat
Pour des articles plus généraux, voir Climat des Pays de la Loire et Climat de Maine-et-Loire.
En 2010, le climat de la commune est de type climat océanique altéré, selon une étude du CNRS s'appuyant sur une série de données couvrant la période 1971-2000. En 2020, Météo-France publie une typologie des climats de la France métropolitaine dans laquelle la commune est exposée à un climat océanique et est dans la région climatique Bretagne orientale et méridionale, Pays nantais, Vendée, caractérisée par une faible pluviométrie en été et une bonne insolation.
Pour la période 1971-2000, la température annuelle moyenne est de 11,8 °C, avec une amplitude thermique annuelle de 14 °C. Le cumul annuel moyen de précipitations est de 752 mm, avec 12,1 jours de précipitations en janvier et 6,3 jours en juillet. Pour la période 1991-2020, la température moyenne annuelle observée sur la station météorologique de Météo-France la plus proche, sur la commune de Cholet à 26 km à vol d'oiseau, est de 12,3 °C et le cumul annuel moyen de précipitations est de 772,5 mm,. Pour l'avenir, les paramètres climatiques de la commune estimés pour 2050 selon différents scénarios d'émission de gaz à effet de serre sont consultables sur un site dédié publié par Météo-France en novembre 2022.

## Urbanisme

### Typologie
Au 1er janvier 2024, Montrevault-sur-Èvre est catégorisée bourg rural, selon la nouvelle grille communale de densité à sept niveaux définie par l'Insee en 2022.
Elle appartient à l'unité urbaine de Montrevault-sur-Èvre, une unité urbaine monocommunale constituant une ville isolée,. Par ailleurs la commune fait partie de l'aire d'attraction de Chemillé-en-Anjou, dont elle est une commune du pôle principal,. Cette aire, qui regroupe 2 communes, est catégorisée dans les aires de moins de 50 000 habitants,.

### Logements
En 2016, le nombre total de logements dans la commune de Montrevault-sur-Èvre était de 7 038, pour 3 830 en 1968. Parmi ces logements, 91 % étaient des résidences principales (pour 90 % sur le département), 1 % des résidences secondaires et 8 % des logements vacants. Ces logements étaient pour une part de 96 % des maisons et de 4 % des appartements. Le nombre de pièces des résidences principales étaient de deux pièces pour 4 %, de trois pièces pour 12 %, de quatre pièces pour 26 %, et de cinq pièces ou plus pour 58 %. Ces résidences principales ont été construites pour 18 % avant 1919, pour 5 % de 1919 à 1945, pour 15 % de 1946 à 1970, pour 30 % de 1971 à 1990, et pour 32 % de 1991 à 2013. 60 % des ménages occupaient ces résidences principales depuis 10 ans ou plus, et 80 % en étaient propriétaire (pour 60 % sur le département).

## Histoire
La commune nouvelle de Montrevault-sur-Èvre naît de la fusion des 11 communes de la communauté de communes Montrevault Communauté, à savoir La Boissière-sur-Èvre, Chaudron-en-Mauges, La Chaussaire, Le Fief-Sauvin, Le Fuilet, Montrevault, Le Puiset-Doré, Saint-Pierre-Montlimart, Saint-Quentin-en-Mauges, Saint-Rémy-en-Mauges et La Salle-et-Chapelle-Aubry, dont la création a été officialisée par arrêté préfectoral du 5 octobre 2015.

## Politique et administration

### Administration municipale
| Période                                  | Période                   | Identité         | Étiquette     | Qualité                                      |
| ---------------------------------------- | ------------------------- | ---------------- | ------------- | -------------------------------------------- |
| 15 décembre 2015                         | mai 2020                  | Alain Vincent    | DVD           | Retraité Vice-président de Mauges Communauté |
| mai 2020                                 | En cours (au 26 mai 2020) | Christophe Dougé | DVD puis EELV |                                              |
| Les données manquantes sont à compléter. |                           |                  |               |                                              |

### Communes déléguées
| Nom                        | Code Insee | Intercommunalité          | Superficie (km2) | Population (dernière pop. légale) | Densité (hab./km2) |
| -------------------------- | ---------- | ------------------------- | ---------------- | --------------------------------- | ------------------ |
| Montrevault (siège)        | 49218      | CC Montrevault Communauté | 2,66             | 1 294 (2013)                      | 486                |
| La Boissière-sur-Èvre      | 49033      | CC Montrevault Communauté | 6,02             | 420 (2013)                        | 70                 |
| Chaudron-en-Mauges         | 49083      | CC Montrevault Communauté | 25,71            | 1 471 (2013)                      | 57                 |
| La Chaussaire              | 49085      | CC Montrevault Communauté | 12,20            | 803 (2013)                        | 66                 |
| Le Fief-Sauvin             | 49137      | CC Montrevault Communauté | 30,29            | 1 666 (2013)                      | 55                 |
| Le Fuilet                  | 49145      | CC Montrevault Communauté | 15,43            | 1 949 (2013)                      | 126                |
| Le Puiset-Doré             | 49252      | CC Montrevault Communauté | 22,62            | 1 182 (2013)                      | 52                 |
| Saint-Pierre-Montlimart    | 49313      | CC Montrevault Communauté | 22,29            | 3 404 (2013)                      | 153                |
| Saint-Quentin-en-Mauges    | 49314      | CC Montrevault Communauté | 21,31            | 1 059 (2013)                      | 50                 |
| Saint-Rémy-en-Mauges       | 49316      | CC Montrevault Communauté | 21,56            | 1 485 (2013)                      | 69                 |
| La Salle-et-Chapelle-Aubry | 49324      | CC Montrevault Communauté | 18,76            | 1 331 (2013)                      | 71                 |

## Population et société

### Démographie

#### Évolution démographique
L'évolution du nombre d'habitants est connue à travers les recensements de la population effectués dans la commune depuis sa création.

En 2022, la commune comptait 15 684 habitants, en évolution de −1,8 % par rapport à 2016 (Maine-et-Loire : +2,12 %, France hors Mayotte : +2,11 %).
| 2016   | 2021   | 2022   |
| ------ | ------ | ------ |
| 15 971 | 15 755 | 15 684 |

#### Pyramide des âges
La population de la commune est plus âgée que celle du département. En 2018, le taux de personnes d'un âge inférieur à 30 ans s'élève à 35,1 %, soit un taux inférieur à la moyenne départementale (37,2 %). À l'inverse, le taux de personnes d'un âge supérieur à 60 ans (25,0 %) est inférieur au taux départemental (25,6 %).
En 2018, la commune comptait 7 937 hommes pour 7 850 femmes, soit un taux de 50,28 % d'hommes, supérieur au taux départemental (48,63 %).
Les pyramides des âges de la commune et du département s'établissent comme suit :
| Hommes | Classe d’âge | Femmes |
| ------ | ------------ | ------ |
| 0,7    | 90 ou +      | 1,5    |
| 7,5    | 75-89 ans    | 10,6   |
| 15,0   | 60-74 ans    | 14,7   |
| 21,9   | 45-59 ans    | 19,8   |
| 19,1   | 30-44 ans    | 18,8   |
| 14,5   | 15-29 ans    | 13,4   |
| 21,3   | 0-14 ans     | 21,1   |

| Hommes | Classe d’âge | Femmes |
| ------ | ------------ | ------ |
| 0,9    | 90 ou +      | 2,1    |
| 7      | 75-89 ans    | 9,5    |
| 16,2   | 60-74 ans    | 16,9   |
| 19,4   | 45-59 ans    | 18,7   |
| 18,2   | 30-44 ans    | 17,5   |
| 18,8   | 15-29 ans    | 17,6   |
| 19,5   | 0-14 ans     | 17,6   |

## Économie

### Tissu économique
Sur 1 149 établissements présents sur la commune à fin 2015, 24 % relevaient du secteur de l'agriculture (pour 11 % sur le département), 8 % du secteur de l'industrie, 11 % de celui de la construction, 47 % du secteur du commerce et des services et 11 % de celui de l'administration et de la santé.

## Culture locale et patrimoine

### Lieux et monuments
- Château du Bas-Plessis (Chaudron-en-Mauges) ;
- Camp de César (Le Fief-Sauvin) ;
- Menhir de Bréau (Le Fief-Sauvin) ;
- Pont de Bohardy (Montrevault) ;
- Chapelle Saint-Just de Saint-Pierre-Montlimart.